# Usagi Tsukino
Usagi Tsukino (月野 うさぎ Tsukino Usagi?) o Sailor Moon, Pretty Soldier Sailor Moon, Bishōjo Senshi Sērā Mūn( (セーラームーン Sērā Mūn?), conocida en España como Bunny Tsukino y en Latinoamérica como Serena Tsukino, en la serie original es un personaje ficticio en la franquicia japonesa Sailor Moon y la protagonista principal. Se caracteriza por ser una alumna despreocupada que puede transformarse en la líder de facto de las heroínas principales de la serie, las Sailor Senshi (Sailor Scouts en Latinoamérica en la serie original, Sailor Guardians en Sailor Moon Crystal).
Debido a que la popularidad de la serie se ha extendido en muchos países, se ha convertido en distintivo y frecuentemente copiado su peinado tipo odango, siendo uno de los personajes de anime más inmediatamente reconocidos e icónicos mundialmente. Es el único personaje que aparece absolutamente en todos los 200 episodios del primer anime, así como también en los 52 actos del manga y los 51 de la serie en imagen real.

## Perfil
Dentro de la metaserie, Usagi Tsukino es presentada como una alumna en el Tokio del siglo XX. Vive en Azabu Juban (distrito real en Tokio) junto a sus padres y su hermano, la familia Tsukino, cuyos nombres provienen de los miembros de la familia de la autora, Naoko Takeuchi. Al principio es representada como una adolescente llorona, estudiante mediocre y que pasa la mayor parte de su tiempo comiendo, jugando con videojuegos y leyendo manga antes que estudiar. A veces se comporta de manera tonta, aunque esto generalmente se debe a su inocencia y a su holgazanería. A pesar de esto, pronto se revela que el destino de Usagi es luchar contra los entes malvados pertenecientes a su vida pasada y proteger a la Tierra con ayuda del Cristal de Plata, como la guerrera el amor y la justicia, Sailor Moon o Guerrero Luna.
Su historia comienza cuando, corriendo hacia el colegio, se encuentra con una gata negra a la que unos niños estaban molestando y le habían colocado unas tiritas en la cabeza, que Usagi retira de inmediato descubriendo una mancha en forma de luna creciente, (en el manga, Usagi pisa sin querer a la gata mientras que en la serie en imagen real, esta cae del cielo). Esa misma noche la gata la visita en su casa, momento en el que se descubre que esta puede hablar, y que se llama Luna. La gata le entrega a Usagi un broche mágico con el que se transforma en una Sailor Senshi, la heroína Sailor Moon, que tiene como misión salvar la Tierra. Al principio la idea no le entusiasma demasiado Su relación con Mamoru Chiba, quien luego se convierte en su novio, toma gran parte de la vida de Usagi en toda la serie. El amor mutuo es lo que ayuda a Usagi a superar los problemas que se presentan a lo largo de la historia. Su relación se consolida después de varias pruebas y salen juntos durante mucho tiempo en las cinco temporadas del manga y el anime. Finalmente, Mamoru le propone matrimonio a Usagi y ambos se casan.
Como rasgos de su personalidad, el gran sueño de Usagi es el de casarse con un traje de novia. Además de tenerle miedo al dentista y a los fantasmas, a Usagi le encantan los conejos y los colores blanco, celeste y rosa. Es también miembro del Club de Dibujo manga, tarea extracurricular en su escuela aunque su nivel varía mucho del demostrado en la versión de anime. Se la presenta como un personaje que muestra más habilidades en el arte que en las ciencias, cuando por ejemplo no puede responder que las manzanas caen al suelo debido a la fuerza de gravedad.
Su clase favorita en la escuela es Economía doméstica y es mala alumna para el idioma inglés y las matemáticas. Demuestra su debilidad por los dulces, lo que a menudo juega como factor de distracción del personaje. Le gustan tanto las tartas que las incluye dentro de sus "pasatiempos" en su perfil en el manga, y no le gustan las zanahorias, aunque a veces se las come.
Mamoru Chiba (Darien) le pone a Usagi el apodo "Odango-atama", que significa "cabeza de odango". El Odango en japonés es el nombre de una comida en forma de bola hecha de harina de arroz, lo cual relaciona con su distintivo peinado.  Como no existe equivalente en inglés para odango, el doblaje estadounidense del anime de los 90 utilizaba el término "Cabeza de albóndiga"; mientras que en España y Latinoamérica se usó el término "Cabeza de Chorlito" o "Cabeza de Chichones", refiriéndose a la extrema torpeza del personaje (ya que muchas veces Usagi terminaba tropezando o lanzándole cosas a Mamoru). En todas las versiones de la obra, Usagi al principio odia este apodo; pero a medida que su cercanía con él se acrecienta, lo acepta como una manera afectuosa de Mamoru para referirse a ella; tras lo cual ella empieza a llamarlo a él por el apodo de "Mamo-Chan". En Sailor Moon Crystal, sin embargo, Mamoru finalmente adopta otro apodo para ella; el cual, a diferencia de "cabeza de odango","cabeza de chorlito", "cabeza de chinchones" y "cabeza de albondiga", resulta más afectuoso: una vez que Usagi descubre que él es Tuxedo Mask (Tuxedo Kamen), él comienza a llamarla "Usako". Aunque más adelante, como pura coincidencia, otras personas que se presentan en su vida, Haruka y Seiya, también adoptan el anterior nombre de "Odango" para ella; lo cual en el doblaje del anime de los 90 se tradujo de manera similar a como la llamaba Mamoru, al hacer que Haruka se refiriese a ella como "Cabeza de bombón" y Seiya, respectivamente, como "Bombón".

## Apariencia y Formas
Al ser un personaje con varias reencarnaciones, poderes especiales y transformaciones y una larga vida dividida entre el Milenio de Plata y el siglo 30, Usagi adopta distintos aspectos y nombres como: Princesa Serenity, Sailor Moon, Princesa Sailor Moon, Super Sailor Moon, Eternal Sailor Moon, Neo-Reina Serenity y Sailor Cosmos.

### Sailor Moon

Imagen de las partes del uniforme de Sailor Moon

Esta es la identidad de Usagi como Sailor Senshi, frecuentemente mencionada como la sailor del amor y la justicia y una vez, la sailor del misterio. Su uniforme originalmente es de color azul y rojo (o rosa oscuro) con un motivo de luna creciente presente en sus botas, aretes y broche. Gradualmente cambia hasta incorporar más colores como el rosa y el dorado, además de agregar el motivo de forma de corazón. También utiliza complementos en el pelo de color rojo y pasadores blancos que simulan plumas, ambos elementos pudiendo ser utilizados para ataques menores.
Los nombres de los ataques de Sailor Moon se centran alrededor de la luna, el amor, el misterio y la luz. Comienza su tarea como una niña asustadiza e intentando negar su compromiso con su poder. La mayoría de las veces debía ser conducida por otras personas para que realizase su tarea pero gradualmente logra entender su misión y quién es. Finalmente se convierte en la Senshi más poderosa en la galaxia pero su capacidad de preocuparse por los demás es frecuentemente demostrado como un poder más potente aún.
A medida que va adquiriendo fuerza, Sailor Moon recibe poderes adicionales y, durante ciertos momentos clave su apariencia y su alias cambian ligeramente para reflejar estas circunstancias. El primer cambio de alias sucede durante la tercera temporada, en el acto 30 del manga (equivalente al acto 33, episodio 34, en Sailor Moon Crystal), así como en el episodio 111 de Sailor Moon S (la tercera temporada del anime de los años 90). Es entonces cuando obtiene la Copa Lunar y se convierte en "Súper Sailor Moon". Con este nuevo alias, su uniforme también se transforma (volviéndose más ornamentado) y sus poderes se incrementan; pero al principio no logra conseguir esta forma sin la ayuda de la Copa Lunar, y se debilita cuando sus efectos se vuelven inestables. Hacia final de la saga de Sailor Moon S, la copa incluso le es arrebatada por el enemigo; pero a pesar de eso ella finalmente logra invocar el poder de todas sus amigas para lograr transformarse de nuevo, en medio de una desesperada situación. Más adelante, en el acto 34, así como en la película Sailor Moon Eternal, obtiene la habilidad de transformarse sin la necesidad de este objeto (facultad que solo le es otorgada por Pegaso en la cuarta temporada del anime de los 90, Sailor Moon SuperS).
Sailor Moon recibe su siguiente (y última) gran transformación al final de la cuarta temporada en el manga, dentro del acto 41 (adaptado en la segunda parte de Sailor Moon Eternal); mientras que en el anime de los 90, esto ocurre en el episodio 168 de la última temporada, Sailor Stars. Combinando el poder de los otros miembros del equipo de las Sailor Senshi del Sistema Solar, se transforma en "Eternal Sailor Moon"; con una nueva apariencia a la cual Diana se refiere como la más cercana en poder a la Neo-Reina Serenity. Su uniforme recibe una vez más, un cambio incorporando dos pares de alas en su espalda y en lugar de una falda simple, viste de una combinación de 3 capas de faldas, color amarillo, rojo (a veces magenta) y azul marino.
En la quinta temporada de Sailor Moon como Mamoru cae víctima de Sailor Galaxia ya durante su viaje, en el interior del avión, Usagi y todos los demás no se enteran de su muerte hasta mucho más tarde. Las Sailor Animamates solo se dedican en esta versión a atacar a personas normales, por lo que Seiya y los suyos logran hacer amistad con las amigas de Usagi hasta que se revela de repente la verdad de sus respectivas identidades secretas. Cuando esto sucede, Haruka y Michiru desconfían de las Starlights, a la vez que Taiki y Yaten (los compañeros de Seiya) desconfían de las Sailor Senshi que viven en el planeta Tierra (las Sailor Senshi del Sistema Solar). Por esto es que intentan interferir con la amistad que hay entre Seiya y Usagi, algo que termina afectando profundamente a los dos y que a su vez crea aún más fricciones entre los dos grupos.
Sin embargo, una vez que se pone en evidencia que no hay razones para desconfiar unos de otros, porque el verdadero enemigo común es Sailor Galaxia, tanto el grupo de Seiya y las Starlights, como el de Usagi y las Sailor Senshi de la Tierra, se unen para pelear contra ella y salvar a la galaxia entera. Luego Haruka (Sailor Uranus) le confiere a Seiya (Sailor Star Fighter) la protección de Usagi (es decir, de "Sailor Moon").
En el manga, Eternal Sailor Moon utiliza el Cristal Lunar de Plata para hacer sus ataques, que es una forma evolucionada del Cristal de Plata. En el anime de Sailor Stars, no está muy claro el hecho si el cristal que utiliza aún se denomina Cristal de Plata o no. De todas formas, los nombres de los ataques son congruentes con los del manga.

### Princesa Serenity
"La princesa de la luna" (月のプリンセス Tsuki no purinsesu?), cuyo nombre real era el de Princesa Serenity (プリンセス・セレニティ Purinsesu Sereniti?), es una de las formas de Usagi, alias Sailor Moon, así como la identidad que ella tuvo en una vida pasada; antes de renacer en el siglo XX como Usagi Tsukino. En todas las versiones de la primera temporada, como parte de un giro irónico en la obra, la gata Luna inicialmente pide a Usagi y sus amigas que encuentren a la princesa; hasta que Usagi descubre su propia identidad como reencarnación de esta en el capítulo 9 del manga (y de Sailor Moon Crystal), en el episodio 34 del anime de los años 1990 y en los episodios 25 y 26 de la serie en imagen real. Una vez que Usagi recuerda esa existencia previa, ella adquiere la capacidad de volver a adoptar esta antigua forma; así como también la de manipular el poderoso Cristal de Plata. Según se cuenta en los flashbacks, en un pasado remoto, la existencia original de la princesa habría transcurrido en un antiguo reino de la luna, conocido como el Milenio de Plata; donde terminó por enamorarse de un antiguo príncipe de la Tierra, llamado Endymion. La historia de ambos está inspirada en el mito de los amantes Selene y Endimión, pertenecientes a la mitología griega.

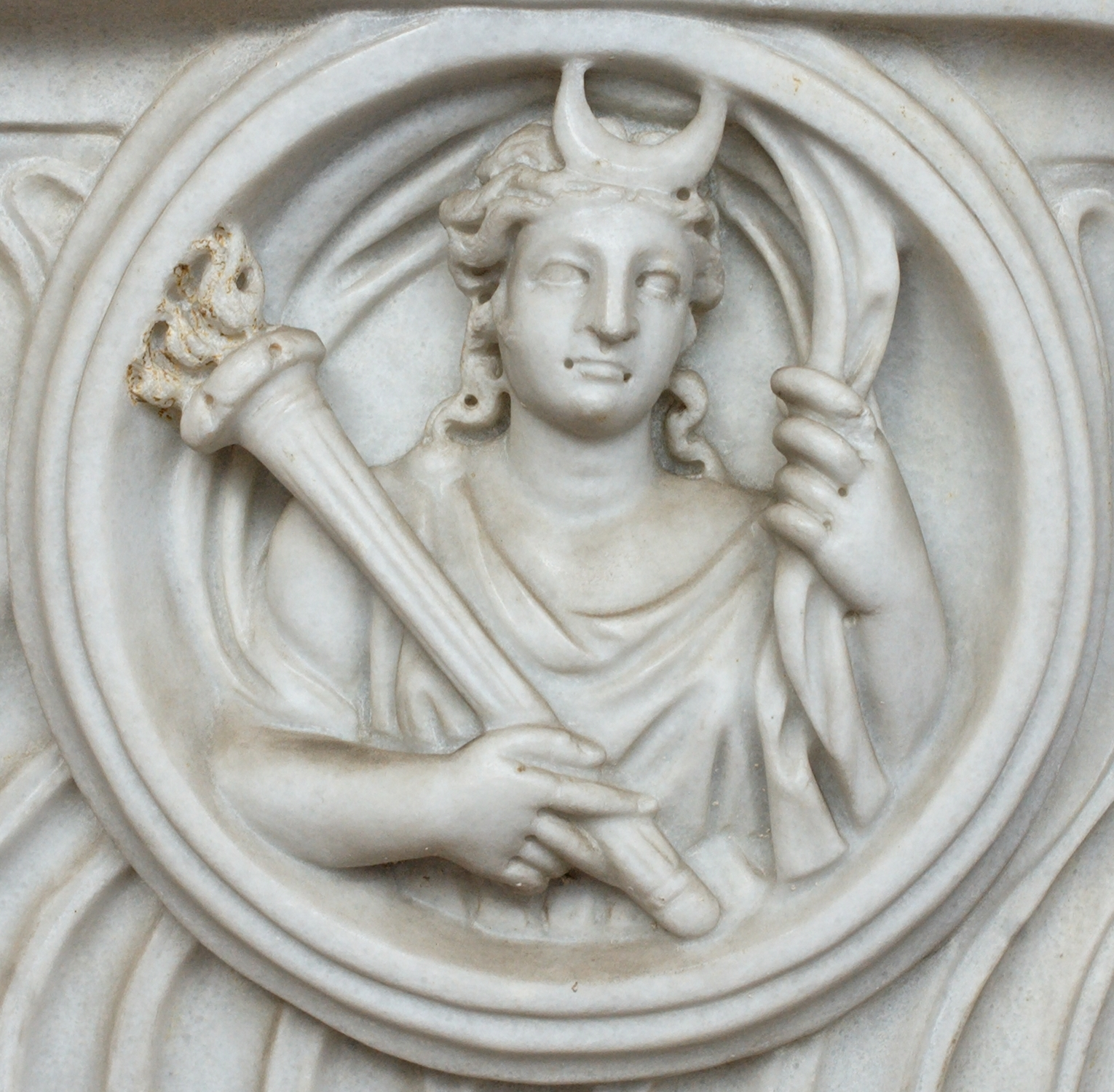
Representación escultórica de Selene en donde se puede apreciar el símbolo de la luna sobre su frente, muy similar a una de las formas de la tiara lunar de Usagi, en la obra.

La princesa Serenity era la princesa de las Sailor Senshi del Sistema Solar y la única hija y heredera de la Reina Serenity, quien gobernaba la Luna y velaba también por el planeta Tierra desde la distancia. Las guardianas y amigas más cercanas a la princesa Serenity eran Sailor Mercury, Sailor Mars, Sailor Jupiter y Sailor Venus, que a su vez eran princesas de sus propios planetas respectivos, pero residían en la luna. En esos tiempos, la Princesa habría explorado la Tierra para ver los campos verdes, aunque este acto normalmente estaba prohibido. En una de sus visitas, conoció al príncipe de la Tierra, Endymion, y se enamoraron. Sin embargo, su amor tuvo un desenlace trágico a causa de los celos de una mujer terrestre llamada Beryl, quien con ayuda de una poderosa entidad maligna (la reina Metalia) desató una devastadora guerra entre la Tierra y la Luna, la cual finalmente acabó con ambos mundos. Todos los involucrados en la batalla murieron, tras lo cual la Reina Serenity sacrificó su vida para encerrar a Metalia mediante un hechizo. Antes de morir, sin embargo, utilizó el poder del Cristal de Plata para darle a su hija (y a los demás) una segunda oportunidad por medio de la reencarnación; esperando en particular que, esta vez, Serenity y Endymion pudiesen volver a encontrarse y ser felices juntos.
La suerte de los dos enamorados durante el ataque que causó la caída del Reino Lunar, por su parte, es retratada de manera ligeramente diferente en las distintas versiones de la obra. En las versiones del manga y de Sailor Moon Crystal, por ejemplo, el príncipe Endymion muere protegiendo a Serenity, tras lo cual el dolor de ella la lleva a quitarse la vida; mientras que en el anime de los años 90 ambos son asesinados por la reina Metalia. En la serie en imagen real, en cambio, una abrumada Serenity reacciona ante la muerte de Endymion de manera drástica, al utilizar impulsivamente el cristal de plata (que aquí estaba en su poder) para terminar destruyendo tanto el Reino Lunar como el Reino de la Tierra.
Tiempo después, cuando Serenity reencarna en el siglo XX como Usagi Tsukino, ella conoce a su vez a la reencarnación de Endymion (Mamoru Chiba) al igual que a sus antiguas guardianas renacidas; como también (más adelante) a las Sailor Senshi del Sistema Solar Externo. Es entonces cuando Usagi, en su rol como la justiciera "Sailor Moon", vuelve ocasionalmente a tomar la forma de la princesa en algunos momentos clave de las siguientes temporadas; como, por ejemplo, cuando se revelan más detalles del secreto pasado de las Sailor Senshi, o en momentos tensos de batalla, cuando ella requiere más poder que el que normalmente posee como Sailor Moon. En el manga original, mientras que Usagi y su alter ego de combate, "Sailor Moon", son usualmente dibujadas con pelo de color amarillo; Serenity en cambio tiene siempre el cabello de color blanco plateado. En el anime de los años 90, en contraste, todas las formas del personaje son siempre rubias. En la serie en imagen real, por otra parte, su pelo es de color oscuro (igual que el de Usagi) y lo lleva suelto y no recogido en el clásico peinado de doble bollo. Esto enfatiza la ambigüedad de su identidad antes y después de que se revela que la princesa de la luna (que aparece en los recuerdos de varios personajes) es de hecho Usagi.
Durante ciertos momentos cumbre en la serie, Usagi, con la apariencia de Serenity, a veces incluso puede transformarse para hacer aparecer alas de ángel en su espalda. En el primer anime, esto sucede hacia la batalla final de la temporada SuperS cuando debe salvar a Chibiusa con ayuda de Pegaso, y en la última temporada, Sailor Stars, durante la batalla final con Sailor Galaxia, quien está absolutamente poseída por fuerzas malignas. Si bien en el manga otras Sailor Senshi también aparecieron con alas, en la primera versión animada no estaba claro si este poder de Sailor Moon provenía de su vida pasada, si era un poder propio de la protagonista, o si venía sólo de la ayuda de Pegaso o de la de Chibichibi, (utilizadas, respectivamente, durante esas batallas en particular).
En la primera traducción del anime de los años 90, que contó con el doblaje de DiC, la Princesa Serenity era denominada por el nombre de "Princesa Serena" (nombre que también se mantuvo en la versión latinoamericana y que se menciona al menos una vez). En las dos últimas series, dobladas al inglés por Cloverway, en cambio, se optó por el nombre original de "Serenity".

### Princesa Sailor Moon
Bajo una concepción original para la serie en imagen real de Sailor Moon, la Princesa Sailor Moon es una poderosa combinación de Sailor Moon y la Princesa Serenity. Es introducida cuando Usagi es "poseída" por la personalidad de quien ella misma solía ser en su vida pasada, dejando de lado temporalmente su identidad y personalidad presentes. Esta personalidad de la antigua Princesa está marcada por el dolor ante la pérdida de su ser amado, Endymion. Por eso vuelve a aparecer cuando la Reina Beryl toma a los cuatro Shitennou como rehenes para ofrecerlos a cambio de Mamoru. Furiosa, la personalidad de Serenity resurge en el cuerpo de Sailor Moon para transformarse en la Princesa Sailor Moon, quien trata de detener a la Reina Beryl usando su espada.
Es contrastante la actitud entre ella y Usagi, por ejemplo cuando no muestra ningún remordimiento ante la suerte de los Shitennou y cuando se refiere a Mamoru como "Endymion". Su rostro está permanentemente marcado por el enojo y tiene una cierta tendencia a perder el control en sus ataques cuando despierta. Aunque se la muestre sonriendo durante las fotografías promocionales de la serie, el personaje jamás sonríe en toda la historia.
Durante un monólogo, la Princesa Sailor Moon dice no tener ningún problema en destruir la Tierra si Endymion es alejado de su lado. Más adelante, incluso genera una serie de demonios para atacar a sus propias compañeras, todos ellos dotados de una marca de luna creciente en la frente similar a la de ella. Usagi intenta suprimir su poder temerosa de que podría finalmente destruir el planeta, hecho que se trasluce en una especie de posible futuro hacia el final de la serie. Su conflicto interno se convierte de esta manera en el problema principal del resto de la serie. Al final de la serie, la Princesa finalmente destruye el mundo, luego de las intentos fallidos de sus amigas de detenerla. Luego de conseguir su objetivo, la voluntad de la Princesa se esfuma, y Usagi recupera el control de su cuerpo definitivamente.
Su arma es una espada que también se puede transformar en un arpa con cuerdas invisibles. Toca este instrumento cuando siente dolor y recuerda a su príncipe perdido, y es capaz de usarla de manera curativa con algunas personas. Usando esta espada en su máxima capacidad como arma, puede rechazar ataques enemigos y lanzar golpes devastantes a manera de proyectiles.

### Neo-Reina Serenity

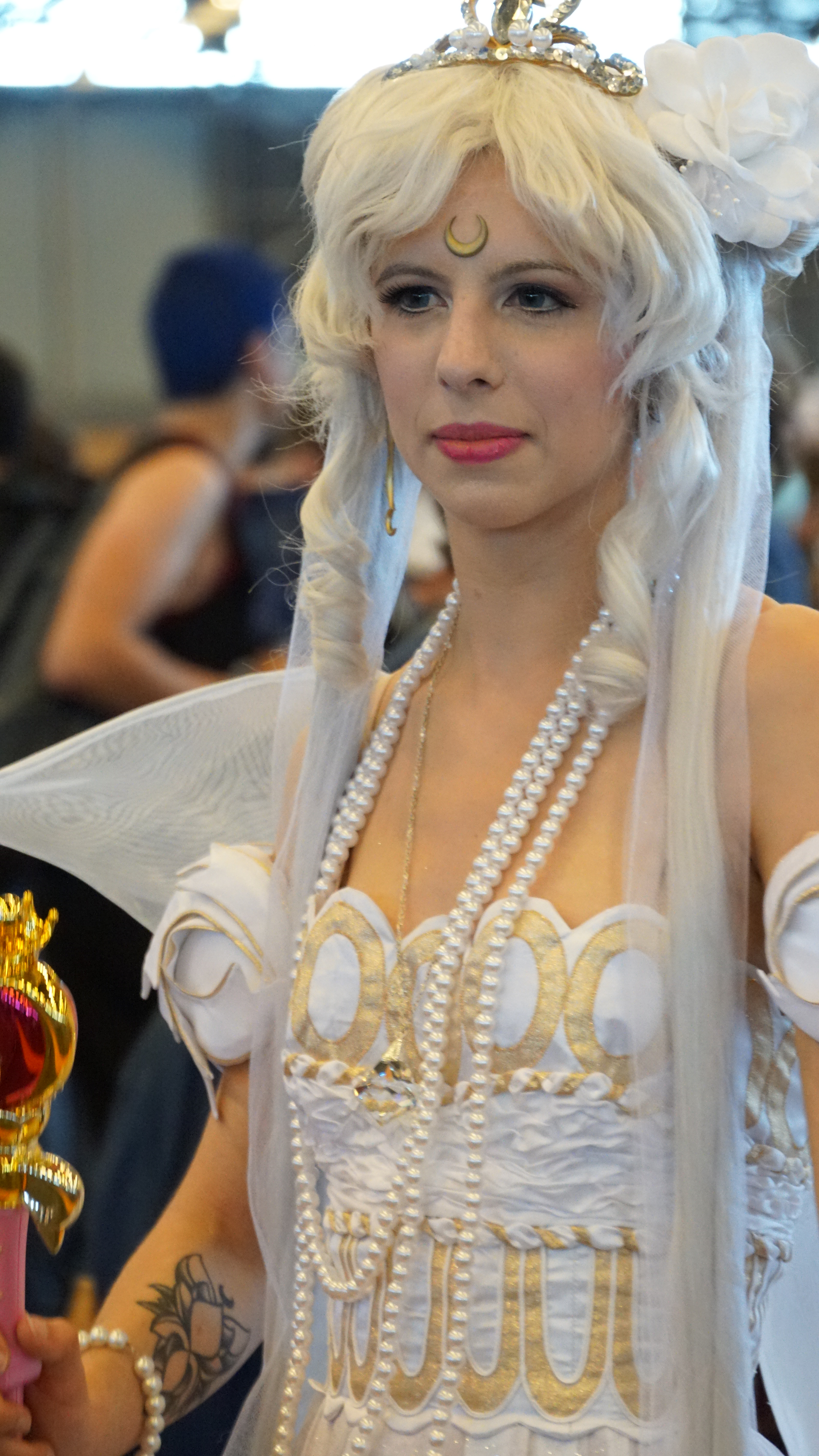
imagen de una Cosplayer interpretando a la Neo-Reina Serenity.

Durante el transcurso de la segunda temporada, se revela que Usagi adoptará el nombre de Neo Reina Serenity (con el prefijo de Neo para diferenciarse de su madre en el Reino de la Luna, la antigua Reina Serenity) a los 22 años y gobernará en un nuevo Milenio de Plata en el futuro, llamado Tokio de Cristal (Crystal Tokyo), que existirá en el siglo 30. Se la observa a comienzos del acto 16 en el manga y episodio 68 en el anime. Usagi descubre entonces que se le dará el título de "Soberana de la Tierra" y que Mamoru se convertirá en el Rey Endymion junto a ella. Esta encarnación se presenta como una faceta más madura de la Usagi de siempre aunque todavía mantiene cierta frescura como en el episodio 104, en donde recibe una carta a través de Chibiusa en la que le pide que estudie más y entrene, pero la carta en cuestión está escrita de manera simplista y casi sin la utilización de ningún kanji.
Aunque no posee todos sus poderes de guerrera activos, la Neo-Reina Serenity aparenta poseer un cierto caudal al revivir a los habitantes de Tokio del siglo 30 con sus poderes y darle a las sailor sus "poderes planetarios" además de sus propios "Poderes cósmicos" a su versión del pasado. Viste una versión alterada del vestido que utilizó como princesa, con la omisión de las piezas cortas en los hombros y un par de alas en la espalda. En el manga, su vestimenta es similar a la del pasado y también lleva puesta una corona y un par nuevo de pendientes. La luna creciente está siempre visible sobre su frente al igual que en su forma de princesa. Sus expresiones faciales están dibujadas para aparentar una persona de edad un poco más avanzada que la adolescente pero su tradicional estilo de peinado se mantiene intacto.
Tanto en el anime como en el manga, esta forma es la única que Chibiusa considera ser su madre, mientras que Usagi a pesar de ser el pasado, es considerada como una figura de hermana mayor, y muchos personajes en la serie las confunden con hermanas. En la versión doblada al inglés, Chibiusa se refiere a Usagi en su nombre común o forma de sailor como "Mamá."

## Variaciones
El personaje de Usagi en el manga y en el anime es un tanto diferente. En el manga madura de forma más rápida y asume sus responsabilidades como Sailor Senshi de forma mucho más seria que en el anime. Además, deja su lado de miedosa mientras que en el anime lo sigue siendo hasta el último capítulo, así como también puede logra tomar decisiones por sí misma desde el principio mientras que en el anime terceros la incentivan a tomar decisiones y siempre lo hace cuando todos están en peligro. Este es un gran contraste con su forma de ser al comienzo de la serie, cuando simplemente empezaba a llorar cada vez que tenía problemas. En el anime, Usagi nunca debe tomar decisiones críticas como lo hace en el último acto, creando un paralelo en su madurez más marcado en el manga que en el anime.
También se demuestra que lo que tiene hacia los estudios es pereza y no falta de inteligencia, esto queda claro cuando pasó los exámenes para entrar a la Preparatoria sin problemas.
Si bien Usagi en el manga sigue siendo igual de bondadosa y amigable como se ve en el anime, en las batallas es más aguerrida y no siempre intenta solucionar todo con promesas y abrazos. En su versión de anime generalmente discute y riñe con Chibiusa y le ruega a Mamoru para que le compre cosas o le preste atención de manera infantil.
Su personalidad cambió bastante según la zona de doblaje del anime. La versión estadounidense cambió el libreto para que el lenguaje de Usagi se ajustara a los estándares de aquel país en frases como por ejemplo "Hola, pareces una bomba sexy en esos kimonos lo que emula el estereotipo del dialecto de una chica tonta. En contraposición, durante el siguiente capítulo la Neo-Reina Serenity habla sin este acento, demostrando lo intencional del cambio e inherente a la voz de la actriz de Usagi fue actuada como una persona que siempre se queja y no controla la modulación de su voz (comparada a la Neo-Reina Serenity). Esto se hace más notorio a finales del episodio 125. Kotono Mitsuishi, la seiyuu de Usagi, mantiene un tono fuerte y grita hacia el final pero las actrices norteamericanas hablan fuerte y aúllan al final.
En la serie rodada en imagen real (Pretty Guardian Sailor Moon), Usagi es un tanto diferente de como es en el manga y en el anime. Es mucho más extrovertida y amigable, lo que inmediatamente la coloca en una posición de conflicto con sus compañeras, las Sailor senshi, más solitarias en sus distintos niveles. Raramente utiliza un lenguaje formal con personas de su edad (aunque lo hace con los adultos) y se refiere a todo el mundo con la partícula "chan" luego del nombre, manera informal que expresa acercamiento entre pares. Incluso le remarca a Ami que desista de llamarla por el nombre de "Tsukino-san" ("señorita Tsukino"; manera formal para referirse a ella) ya que esto se usa para compañeras que no son amigas, distinto al caso de ellas. Cada vez que aparece una nueva Sailor Senshi, Usagi inmediatamente intenta ser su amiga incluso si su contraparte se resiste. De todas formas, su influencia en las demás gradualmente comienza a inculcar la idea de que juntas son más fuertes que separadas, de manera individual.

## Poderes especiales
Usagi no demuestra poseer ningún poder especial en su forma de civil. Debe transformarse en Sailor Senshi para lograr adquirir tales poderes a través de un objeto especial y vociferando una orden especial que activa el artefacto. La primera orden de transformación que tuvo fue la de "Moon Prism Power", pronunciado en inglés en la versión japonesa original. Por cada nueva temporada, posee una nueva frase de transformación y un nuevo elemento para tal fin, evocando el "Poder del Cristal Lunar" y luego el "Poder Cósmico Lunar". Poder del Cristal Lunar" se utilizó para la segunda temporada comenzando en el Acto 13 del manga y episodio 51 del anime, utilizando el broche con forma de estrella. En los tres episodios de la versión inglesa se utilizó "Poder Lunar Estelar". Finalmente, "Poder Cósmico Lunar" se utilizó para la tercera temporada comenzando en el acto 24 del manga y el episodio 91 del anime, utilizando el broche con forma de corazón.La transformación a Super Sailor Moon inicialmente requería que ya se encontrara en su forma de Sailor para poder utilizar el ítem adicional.

## Poderes
| Sailor Moon                              |                                                            | |                                                                                         |
| Ataque Original                          | Traducción                                                 | Traducción España | Traducción Latinoamérica                                                                |
| Chou Onpa Kogeki                         | Grito Súper Sónico                                         | Grito sónico(manga) | Ondas Ultrasónicas (Sailor Moon Crystal)                                                |
| Moon Tiara Action!                       | Tiara lunar ¡Acción!                                       | Diadema ¡Acción! | Tiara lunar ¡Acción!                                                                    |
| Moon Tiara Stardust!                     | Polvo estelar de la Tiara Lunar                            | Diadema luna polvo de estrellas | Tiara lunar, ¡Polvo Estelar!                                                            |
| Moon Tiara Boomerang!                    | Bumerán de la Tiara Lunar                                  | Diadema Lunar, Búmeran | Tiara Lunar, ¡Boomerang! (Sailor Moon Crystal)                                          |
| Moon Twilight Flash!                     | Destello del crepúsculo Lunar                              | Crepúsculo lunar (manga) | En Sailor Moon Crystal se hizo la técnica pero no se usó un nombre especial             |
| Moon Healing Escalation!                 | Intensificación Curativa Lunar                             | Transmisión luna curativa ¡Poder luna... actúa deprisa! (manga)                                                                                          | Curación lunar ¡Acción! (primer anime) Curación Lunar ¡Al Máximo! (Sailor Moon Crystal) |
| Sailor Moon Kick!                        | ¡Patada de Sailor Moon!                                    | ¡Guerrero Luna Piernas de Ataque! (primer anime) ¡Súper patada Guerrero Luna! (manga)                                                                    | Patada de Sailor Moon                                                                   |
| Moon Princess Halation!                  | Halación de la princesa lunar                              | ¡Cetro relampagueante, aureola! ¡Cetro lunar! (manga) | ¡Por el poder del halo de la princesa de la luna!                                       |
| Sailor Body Attack!                      | Ataque corporal Sailor                                     | | Golpe corporal de Sailor Moon                                                           |
| Moon Spiral Heart Attack!                | Espiral lunar del corazón, ataca                           | Cetro corazón ¡Ataca! Cicatrización lunar (manga) | Espiral lunar del corazón, ataca                                                        |
| Rainbow Moon Heart Ache!                 | Arcoíris lunar del corazón adolorido                       | Arcoíris de Luna ¡ataca! | Arcoíris lunar del corazón, ¡ataca!                                                     |
| Rainbow Double Moon Heart Ache!          | Dolor del corazón del arcoíris de la doble luna            | ¡Doble cicatrización lunar, adelante! (manga) | Doble Arcoíris lunar del corazón, ¡ataca! (Sailor Moon Crystal)                         |
| Moon Gorgeous Meditation!                | Maravillosa meditación Lunar                               | ¡Crisis de Luna, dame el poder! ¡Meditación lunar resplandeciente! (Sailor Moon Eternal) ¡Meditación lunar! (manga)                                      | ¡Sublime meditación Lunar!                                                              |
| Starlight Honeymoon Therapy Kiss!        | Beso terapéutico de la luz estelar de la Luna de miel      | ¡Luna de miel estelar, beso curativo! ¡Luna de miel de la luz estelar, beso terapéutico! (Sailor Moon Eternal) ¡Rayo de miel! ¡Beso de guerrero! (manga) | ¡Dulce luz de estrellas de las Sailor Scouts!                                           |
| Double Sailor Kick!                      | Doble patada Sailor                                        | | Patada doble Sailor                                                                     |
| Starlight Double Honeymoon Therapy Kiss! | Beso terapéutico de doble Luna de Miel con luz estelar     | ¡Rayo de miel! ¡Doble Guerrero Kiss! (manga) |                                                                                         |
| Silver Moon Crystal Power Kiss!          | Beso del poder del cristal de la luna plateada             | ¡Luna de plata, beso de cristal! | ¡Por el poder del cristal de la luna plateada! (Sailor Stars)                           |
| Silver Moon Crystal Power Therapy Kiss!  | Beso terapéutico del poder del cristal de la luna plateada | ¡Poder del Cristal de Plata! ¡Beso de guerrero! (manga)                                                                                                  |                                                                                         |
| Silver Moon Crystal Eternal Power!       | ¡Poder eterno del cristal de la luna de plata!             | ¡Poder del Cristal Silver Moon, Eterno Guerrero Luna! (manga)                                                                                            | ¡Cristal de Plata! ¡Poder Eterno!                                                       |

## Transformaciones
| Sailor Moon                                         |                                                  | |                                                                                         |
| Transformación Original                             | Traducción                                       | Traducción España | Traducción México                                                                       |
| Moon Prism Power, Make-Up                           | Poder del Prisma lunar, Transformación           | ¡Prístina Luna, Dame el Poder! | ¡Por el Poder del Prisma Lunar!                                                         |
| Moon Crystal Power, Make-Up                         | Poder del Cristal lunar, Transformación          | ¡Cristal de Plata, Dame el Poder! | ¡Por el Poder del Cristal Lunar, Transformación!                                        |
| Moon Cosmic Power, Make-Up                          | Poder Cósmico Lunar, Transformación              | ¡Corazón Púrpura, dame el poder! | ¡Poder Cósmico Lunar, Transformación!                                                   |
| Crisis, Make-Up                                     | Crisis, Transformación                           | ¡Grial, dame el poder! | ¡Metamorfosis Lunar, Acción! ¡Metamorfosis lunar, Transformación! (Sailor Moon Crystal) |
| Moon Crisis, Make-Up (junto con Sailor Chibi Moon)¹ | Crisis Lunar, Transformación                     | Poder Supremo, ¡Transfórmanos! (manga) Pristina Luna ¡Dame el Poder! (Sailor Moon SuperS) ¡Cristal de la Luna! ¡Dame el Poder! (Sailor Moon Sailor Stars) ¡Crisis Lunar! ¡Dame el Poder! (Sailor Moon Eternal) | ¡Doble Poder Cósmico Lunar, Acción!                                                     |
| Silver Moon Crystal Power, Make-Up                  | Poder del cristal lunar de plata, Transformación | ¡Cristal de la Luna de Plata, Dame el Poder! (Sailor Moon Eternal) ¡Cristal Lunar de Plata, Transfórmame! ¡Poder del Cristal de Plata, Transfórmame! ¡Poder del Cristal de Luna de Plata, Metamorfosis!        |                                                                                         |
| Moon Eternal, Make-Up                               | ¡Transformación Eterna de la Luna!               | ¡Luna Eterna, Dame el Poder! | ¡Eternal Sailor Moon, Transformación!                                                   |

¹ Una vez, en el acto 40 del manga, ella usó esta frase para transformarse junto con Tuxedo Mask.